# Manassès d'Arle
Manassès d'Arle (? - † 17 de novembre de 962 o 963), va ser arquebisbe d'Arle (914-962/963), bisbe de Verona, de Trento i de Màntua, i arquebisbe de Milà (946-954). Era per la seva mare Teutberga d'Arle, el nebot d'Hug d'Arle que va ser rei de Provença i d'Itàlia.

## Biografia

### Un parent d'Hug d'Arle
D'origen borgonyó, era el fill de Teutberga d'Arle, la germana d'Hug d'Arle, i del comte Warnarius (Garnier) de Troyes i vescomte de Sens, mort en combat contra els vikings el 6 de desembre de 924.

### Un bisbe poderós sota Hug d'Arle

#### A Arle
Manassès va rebre l'arquebisbat d'Arle cap al 914, de resultes de la instal·lació d'Hug d'Arle a la ciutat provençal el 911, i poc després, el 921, va rebre del rei Lluís III el Cec drets sobre la ciutat entre els quals els percebuts sobre els grecs i altra gent que arribaven a Arle La seva instal·lació a la seu arquebisbal arlesiana s'inscrivia en el marc dels conflictes d'aquesta època. La pujada d'Hug va crear en efecte una forta oposició entre l'aristocràcia local i la nova aristocràcia borgonyona dirigida pel comte. Aquestes tensions que es traduïren de vegades en homicidis, culminaren en els anys 915- 920
El 923 va cedir a l'Església de Marsella, amenaçada per les bandes sarraïnes, les esglésies de Fos i l'abadia Saint-André de la Cappe on el bisbe de Marsella, Drogó es va poder refugiar.

#### A Itàlia
El 926, quan Hug va marxar a Itàlia, el va seguir tot conservant l'arquebisbat d'Arle. A Itàlia es va fer nomenar per a altres bisbats: a Verona, Trento i Màntua i rebé nombroses abadies, tot assumint la funció de primer ministre del seu oncle. Tants favors aixecaren gelosies i rancors de la noblesa italiana.
El 947, Manassès és assenyalat a Pavia.

### Dels temps difícils després de la desaparició d'Hug
El 948, la desaparició del seu protector i oncle Hug d'Arle que havia hagut de fugir d'Itàlia, va obrir per a ell i els parents del comte un període ple d'atzars.

#### Dels actes de penediment
Des del mes de setembre, potser a Provença però més probablement a Cluny Manassès acompanyat d'altres provençals sobretot de Berta d'Arle, la seva cosina (filla de Bosó d'Arle), feu una donació dels béns situats al comtat de Chalon a favor de Cluny, probablement per a l'ànima de la seva mare Teutberga d'Arle, recentment morta; poc després, el 7 d'octubre de 948, va organitzar l'elecció d'Honorat com a bisbe de Marsella, de la família dels vescomtes de Marsella. El 949 va vendre el domini de Montmajor a Teusinda d'Arle, dona pertanyent a una família aristocràtica d'origen borgonyó que el va cedir als monjos benedictins que vivien en aquesta illa envoltada d'aiguamolls.

#### L'accessió a l'arquebisbat de Milà
A la mort el 13 d'octubre 948 de l'arquebisbe Ardaric (Arderic Cotta) de Milà, Manassès va tornar a Itàlia des de 949 i aconseguí finalment hissar-se sobre la cadira d'Ambròs: fou en efecte designat a l'arquebisbat de Milà per Berenguer II d'Itàlia i la seva esposa Wil·la la filla de Bosó d'Arle. Va seguir llavors un període de conflictes amb els seus rivals Adelman i Walpert de Mèdici que es va acabar pel triomf d'aquest darrer el 953 o 954.

#### Els últims anys: replegament cap a Arle
Els últims anys de Manassès són poc coneguts. Segons l'historiador Jean-Pierre Poly, va tornar a Provença, on només havia estat alguns moments en breus estances des del 933 al 952/953, després que fou condemnat pel concili d'Augsburg que els historiadors col·loquen el 952. Hi hauria anat per justificar-se després del raid d'Otó I a Itàlia. En el transcurs d'aquests anys sembla que el rei Conrad III de Borgonya, aprofitant l'absència d'aquest poderós prelat, va donar el gruixut dels fiscos marsellesos, a Arnulf el Vienès (després Arnulf o Arlulf de Marsella), l'avantpassat dels vescomtes de Marsella.
Des d'almenys l'any 951, va tenir com a coadjutor a un personatge anomenat Radó. Va morir el 962 o 963. Jean-Pierre Poly, en precisa el dia: el 17 de novembre.

## Un paper preponderant
A propòsit de Manassès, s'ha pogut parlar de la «preponderància aclaparadora de l'arquebisbe d'Arle» (Jean-Pierre Poly). L'arquebisbe d'Arles fou l'únic metropolità a Provença. Va aconseguir col·locar al capdavant dels bisbats clergues del seu cercle. Els bisbes de Fréjus, de Vaison, de Venasque, residien a Arle i exercitaven les funcions de prebost del capítol. Els bisbes ja no juraven fidelitat al rei, sinó a l'arquebisbe d'Arle.
Prelat poderós, Manassès fou també un ric terratinent. L'inventari del domini de l'arquebisbe establert poc després de la seva defunció cap al 961, mostra que Manassès posseïa un gran domini predial que s'estenia sobre la totalitat del territori de la diòcesi d'Arles, sobretot a Argence, Autavès, Camarga i Crau Li pertanyien igualment les tres abadies d'Aniana, de Godargues i de Cruàs.
La importància dels arquebisbes del segle x resulta també d'un poder i d'una riquesa predial que no estaven encara disminuïts ni pels monestirs ni pels papes. Però l'Església d'Arle, com de manera més general la de Provença, va haver de començar a tractar amb les grans famílies comtals i vescomtals que a partir de la segona meitat del segle x intentaren de fer entrar la propietat eclesiàstica en el seu patrimoni familiar.